# Kabompo (rzeka)
Kabompo – rzeka w zachodniej Zambii. Jej źródła znajdują się ok. 100 km na północny zachód od miasta Solwezi, przy granicy z Demokratyczną Republiką Konga, uchodzi do rzeki Zambezi. Długość rzeki wynosi ok. 440 km. Płynie wzdłuż granicy Parku Narodowego West Lunga.